# علاقات جيبوتي الخارجية
العلاقات الخارجية لجيبوتي، تتم إدارتها من قبل وزارة الخارجية والتعاون الدولي الجيبوتية. جيبوتي تحرص على أن يكون لها علاقات وثيقة مع حكومات كل من: الصومال وإثيوبيا وفرنسا والولايات المتحدة. كما أنها مشارك نشط في كل من الاتحاد الأفريقي والأمم المتحدة، وحركة عدم الانحياز، ومنظمة التعاون الإسلامي، وجامعة الدول العربية.
أصبحت جيبوتي عضوًا في منتدى الدول الصغيرة Forum of Small States (FOSS)، وذلك منذ تأسيس المجموعة في الأول من أكتوبر عام 1992.

## العلاقات الدبلوماسية
قائمة الدول التي لها علاقات دبلوماسية مع جيبوتي.
| #   | الدولة                      | التاريخ        |
| --- | --------------------------- | -------------- |
| 1   | فرنسا                       | 27 يونيو 1977  |
| 2   | ألمانيا                     | 27 يونيو 1977  |
| 3   | باكستان                     | 27 يونيو 1977  |
| 4   | الولايات المتحدة            | 27 يونيو 1977  |
| 5   | المجر                       | 28 يونيو 1977  |
| 6   | سوريا                       | يونيو 1977     |
| 7   | مصر                         | 22 يوليو 1977  |
| 8   | سلطنة عمان                  | 16 نوفمبر 1977 |
| 9   | السعودية                    | 7 ديسمبر 1977  |
| 10  | كوريا الجنوبية              | 7 ديسمبر 1977  |
| 11  | جمهورية التشيك              | 8 ديسمبر 1977  |
| 12  | تونس                        | 1977           |
| 13  | الكاميرون                   | 22 يناير 1978  |
| 14  | السودان                     | 25 يناير 1978  |
| 15  | المملكة المتحدة             | 25 يناير 1978  |
| 16  | العراق                      | 11 مارس 1978   |
| 17  | المغرب                      | 14 مارس 1978   |
| 18  | السنغال                     | 24 مارس 1978   |
| 19  | إيران                       | 4 أبريل 1978   |
| 20  | روسيا                       | 5 أبريل 1978   |
| 21  | كندا                        | 13 يونيو 1978  |
| —   | دولة فلسطين                 | 13 يونيو 1978  |
| 22  | رومانيا                     | 18 يونيو 1978  |
| 23  | بلجيكا                      | 19 يونيو 1978  |
| 24  | صربيا                       | 11 يوليو 1978  |
| 25  | ليبيا                       | 24 يوليو 1978  |
| 26  | غينيا                       | 7 أغسطس 1978   |
| 27  | اليابان                     | 24 أغسطس 1978  |
| 28  | الجزائر                     | 10 أكتوبر 1978 |
| 29  | الصين                       | 8 يناير 1979   |
| 30  | الصومال                     | 4 يونيو 1979   |
| 31  | إسبانيا                     | 25 يونيو 1979  |
| 32  | تركيا                       | 25 يونيو 1979  |
| 33  | إندونيسيا                   | 6 سبتمبر 1979  |
| 34  | إثيوبيا                     | 15 ديسمبر 1979 |
| 35  | السويد                      | 20 فبراير 1980 |
| 36  | بولندا                      | 24 فبراير 1980 |
| 37  | اليمن                       | 13 مارس 1980   |
| 38  | ألبانيا                     | 2 أبريل 1980   |
| 39  | رواندا                      | 3 أبريل 1980   |
| 40  | إيطاليا                     | 19 يونيو 1980  |
| 41  | تنزانيا                     | 3 ديسمبر 1980  |
| 42  | هولندا                      | 10 فبراير 1981 |
| 43  | لبنان                       | 11 مارس 1981   |
| 44  | الهند                       | 7 ديسمبر 1981  |
| 45  | الإمارات العربية المتحدة    | 26 ديسمبر 1981 |
| 46  | الكويت                      | 31 أكتوبر 1982 |
| 47  | سويسرا                      | 23 ديسمبر 1982 |
| 48  | النمسا                      | 18 يناير 1983  |
| 49  | البحرين                     | 6 فبراير 1983  |
| 50  | سنغافورة                    | 15 سبتمبر 1983 |
| 51  | بنغلاديش                    | 25 سبتمبر 1983 |
| 52  | كينيا                       | 13 مارس 1984   |
| 53  | جزر القمر                   | 29 مارس 1984   |
| 54  | الأردن                      | 3 أبريل 1984   |
| 55  | بوروندي                     | 13 ديسمبر 1984 |
| 56  | جمهورية الكونغو             | فبراير 1985    |
| 57  | اليونان                     | 21 أكتوبر 1985 |
| 58  | تايلاند                     | 1 أبريل 1986   |
| 59  | أوغندا                      | 20 يناير 1988  |
| 60  | المكسيك                     | 22 يونيو 1989  |
| 61  | نيجيريا                     | 12 يوليو 1989  |
| 62  | فيتنام                      | 30 أبريل 1991  |
| 63  | سيشل                        | 3 فبراير 1993  |
| 64  | كوريا الشمالية              | 13 يونيو 1993  |
| 65  | إرتريا                      | 11 يوليو 1993  |
| 66  | الأرجنتين                   | 27 أغسطس 1993  |
| 67  | جنوب أفريقيا                | 7 فبراير 1996  |
| 68  | البرتغال                    | 29 مارس 1996   |
| 69  | أذربيجان                    | 22 أكتوبر 1996 |
| 70  | البرازيل                    | 22 أكتوبر 1996 |
| 71  | مقدونيا الشمالية            | 12 يونيو 1997  |
| 72  | الفلبين                     | 16 فبراير 1998 |
| 73  | ماليزيا                     | 26 يوليو 1998  |
| 74  | كولومبيا                    | 30 سبتمبر 1998 |
| 75  | كوبا                        | 20 نوفمبر 1998 |
| 76  | ليتوانيا                    | 9 يونيو 1999   |
| 77  | مدغشقر                      | 13 أغسطس 1999  |
| —   | الكرسي الرسولي              | 20 مايو 2000   |
| 78  | جورجيا                      | 22 نوفمبر 2000 |
| 79  | سلوفاكيا                    | 22 نوفمبر 2000 |
| 80  | لوكسمبورغ                   | 14 يونيو 2001  |
| 81  | جمهورية أيرلندا             | 6 يوليو 2001   |
| 82  | الدنمارك                    | 10 ديسمبر 2002 |
| 83  | النرويج                     | 5 فبراير 2003  |
| 84  | إستونيا                     | 16 يونيو 2005  |
| 85  | أيسلندا                     | 19 يوليو 2005  |
| 86  | فنزويلا                     | 8 أكتوبر 2005  |
| 87  | سلوفينيا                    | 14 ديسمبر 2006 |
| 88  | بلغاريا                     | 13 فبراير 2007 |
| 89  | بوتسوانا                    | 14 مارس 2007   |
| 90  | فنلندا                      | 14 مارس 2007   |
| 91  | الأورغواي                   | 12 فبراير 2008 |
| 92  | المالديف                    | 7 أبريل 2008   |
| 93  | بنين                        | 16 يونيو 2008  |
| 94  | سانت فينسنت والغرينادين     | 7 أغسطس 2008   |
| 95  | أندورا                      | 17 مارس 2009   |
| 96  | البوسنة والهرسك             | 17 مارس 2009   |
| 97  | أوكرانيا                    | 17 مارس 2009   |
| 98  | تشاد                        | 20 أبريل 2009  |
| 99  | النيجر                      | 20 أبريل 2009  |
| 100 | أستراليا                    | 23 أبريل 2009  |
| 101 | بنما                        | 15 ديسمبر 2009 |
| 102 | كازاخستان                   | 5 مايو 2010    |
| 103 | باراغواي                    | 22 يوليو 2010  |
| 104 | فيجي                        | 16 سبتمبر 2010 |
| 105 | تشيلي                       | 22 يناير 2011  |
| 106 | جمهورية الدومينيكان         | 8 مارس 2011    |
| 107 | الجبل الأسود                | 6 أكتوبر 2011  |
| 108 | موناكو                      | 1 ديسمبر 2011  |
| 109 | جنوب السودان                | 11 فبراير 2012 |
| 110 | لاتفيا                      | 30 مارس 2012   |
| 111 | بروناي                      | 9 نوفمبر 2012  |
| 112 | مالي                        | 12 نوفمبر 2012 |
| —   | كوسوفو                      | 19 مايو 2013   |
| 113 | بيلاروس                     | 26 أغسطس 2013  |
| 114 | بوركينا فاسو                | 16 ديسمبر 2013 |
| 115 | قرغيزستان                   | 3 يونيو 2015   |
| 116 | سريلانكا                    | 16 نوفمبر 2015 |
| 117 | الإكوادور                   | 20 نوفمبر 2015 |
| 118 | منغوليا                     | 20 يناير 2016  |
| 119 | توغو                        | 14 فبراير 2016 |
| 120 | كمبوديا                     | 28 أبريل 2016  |
| 121 | ساحل العاج                  | 28 أبريل 2016  |
| 122 | نيوزيلندا                   | 1 أكتوبر 2016  |
| 123 | موريشيوس                    | 12 ديسمبر 2016 |
| 124 | موريتانيا                   | 15 فبراير 2017 |
| 125 | طاجيكستان                   | 17 مارس 2017   |
| 126 | ناميبيا                     | 15 مايو 2017   |
| 127 | كرواتيا                     | 22 مايو 2017   |
| 128 | تركمانستان                  | 4 يوليو 2017   |
| 129 | نيبال                       | 14 يوليو 2017  |
| 130 | زامبيا                      | 23 أكتوبر 2017 |
| 131 | دومينيكا                    | 9 يناير 2018   |
| 132 | غواتيمالا                   | 28 فبراير 2018 |
| 133 | بيرو                        | 28 فبراير 2018 |
| 134 | مالطا                       | 26 يونيو 2018  |
| 135 | غينيا الإستوائية            | 9 أكتوبر 2018  |
| 136 | أرمينيا                     | 22 مايو 2019   |
| 137 | نيكاراغوا                   | 9 سبتمبر 2019  |
| 138 | سانت كيتس ونيفيس            | 20 فبراير 2020 |
| 139 | سورينام                     | 21 فبراير 2020 |
| 140 | مولدوفا                     | 9 أكتوبر 2020  |
| 141 | غامبيا                      | 1 يوليو 2021   |
| 142 | أنغولا                      | 24 يناير 2022  |
| 143 | الغابون                     | 28 نوفمبر 2022 |
| 144 | جمهورية الكونغو الديمقراطية | 19 أكتوبر 2023 |
| 145 | أوزبكستان                   | 2 مايو 2024    |
| 146 | غانا                        | مجهول          |
| 147 | مالاوي                      | مجهول          |
| 148 | موزمبيق                     | مجهول          |
| 149 | قطر                         | مجهول          |

## العلاقات الثنائية لجيبوتي

### أفريقيا
| دولة    | بدأت العلاقات الرسمية | ملحوظات |
| ------- | --------------------- | --- |
| إريتريا | 11 يوليو 1993         | انظر العلاقات بين جيبوتي وإريتريا - جيبوتي لديها سفارة في أسمرة. - لدى إريتريا سفارة في مدينة جيبوتي.                                                                |
| إثيوبيا | 15 ديسمبر 1979        | انظر العلاقات بين جيبوتي وإثيوبيا أقامت الدولتان علاقات دبلوماسية في 15 ديسمبر عام 1979م. - جيبوتي لديها سفارة في أديس أبابا. - إثيوبيا لديها سفارة في مدينة جيبوتي. |
| كينيا   | 13 مارس 1984          | انظر العلاقات بين جيبوتي وكينيا أقامت الدولتان علاقات دبلوماسية في 13 مارس عام 1984م. - جيبوتي لديها سفارة في نيروبي. - كينيا لديها سفارة في مدينة جيبوتي.           |
| المغرب  | 14 مارس 1978          | أقامت الدولتان علاقات دبلوماسية في 14 مارس 1978م - جيبوتي لديها سفارة في الرباط. - لدى المغرب قنصلية في مدينة جيبوتي.                                                |
| الصومال | 4 يونيو 1979          | انظر العلاقات بين جيبوتي والصومال أقامت الدولتان العلاقات الدبلوماسية في 4 يونيو عام 1979م. - جيبوتي لديها سفارة في مقديشو. - لدى الصومال سفارة في مدينة جيبوتي.     |

### الأمريكتين
| دولة             | بدأت العلاقات الرسمية | ملحوظات |
| ---------------- | --------------------- | --- |
| البرازيل         | 22 أكتوبر 1996        | أقامت الدولتان علاقات دبلوماسية في 22 أكتوبر عام 1996 - بدأت العلاقات الدبلوماسية بين البرازيل وجيبوتي في عام 1996م. وفي عام 2012، تم توقيع اتفاقية للتعاون الفني بين البلدين في مجالات: البنية التحتية والزراعة والبيئة والصحة والتعليم والتضامن الوطني والبحث العلمي والتنمية الاجتماعية. كانت هناك شركة برازيلية تقوم ببناء ميناء في جيبوتي، وذلك بتمويل من دولة الإمارات العربية المتحدة. |
| كندا             | 13 يونيو 1978         | - أقامت الدولتان علاقات دبلوماسية في 13 يونيو عام 1978م، عندما قدم أول سفير لكندا في جيبوتي أوراق اعتماده. كما أن لدى كندا أيضًا قنصلًا شرفيًا في مدينة جيبوتي. تعد مونتريال وأوتاوا موطنًا لمجتمعات الشتات الجيبوتية المنظمة، وهناك مجتمع نشط من الكنديين الجيبوتيين العائدين إلى جيبوتي. |
| كوبا             | 20 نوفمبر 1998        | أقامت الدولتان علاقات دبلوماسية في 20 نوفمبر عام 1998م - جيبوتي لديها سفارة في هافانا. - لدى كوبا قنصلية في مدينة جيبوتي. |
| المكسيك          | 22 يونيو 1989         | أقامت الدولتان علاقات دبلوماسية في 22 يونيو عام 1989م - جيبوتي معتمدة لدى المكسيك من خلال سفارتها في هافانا، كوبا. - المكسيك معتمدة لدى جيبوتي من سفارتها في أديس أبابا، إثيوبيا، وتحتفظ بقنصلية شرفية في مدينة جيبوتي. |
| الولايات المتحدة | 27 يونيو 1977         | انظر العلاقات بين جيبوتي والولايات المتحدة أقامت الدولتان علاقات دبلوماسية في 27 يونيو عام 1977. - تعد جيبوتي شريكًا استراتيجيًا للولايات المتحدة في الحرب العالمية على الإرهاب. - لدى جيبوتي سفارة في واشنطن العاصمة وقنصلية عامة في مدينة نيويورك . - الولايات المتحدة لديها سفارة في مدينة جيبوتي.                                                                                           |

### آسيا
| الدولة         | بداية العلاقات الدبلوماسية | ملاحظات |
| -------------- | -------------------------- | --- |
| أذربيجان       | 22 أكتوبر 1996             | انظر: العلاقات الأذربيجانية الجيبوتية. - العلاقات الدبلوماسية بين أذربيجان وجيبوتي بدأت في 22 أكتوبر عام 1996م. |
| الصين          | 8 يناير1979                | انظر: العلاقات الصينية الجيبوتية - جيبوتي لديها سفارة في بكين. - الصين لديها سفارة في مدينة جيبوتي. |
| الهند          | 7 ديسمبر1981               | انظر: العلاقات الهندية الجيبوتية. أقامت البلدان علاقات دبلوماسية فيما بينهما في 7 ديسمبر عام 1981م - جيبوتي لديها سفارة في نيودلهي. - الهند لديها سفارة في مدينة جيبوتي. |
| إندونيسيا      | 1979                       | - أقامت البلدان علاقات دبلوماسية فيما بينهما في عام 1979م, جيبوتي معتمدة من قبل إندونيسيا من خلال سفارتها في طوكيو- اليابان. إندونيسيا معتمدة من قبل جيبوتي من خلال سفارتها في أديس أبابا. |
| إيران          | 1978                       | - في يوليو 1998م، وقعت كل من إيران وجيبوتي خطاب تفاهم، من أجل تعزيز علاقاتهما السياسية والاقتصادية والتجارية والصناعية، غير أنه في يناير 2016م، قامت جيبوتي بقطع جميع العلاقات الدبلوماسية مع إيران؛ بسبب التوترات بين المملكة العربية السعودية وإيران. وقد استعاد البلدان العلاقات الدبلوماسية فيما بينهما في 22 سبتمبر 2023م.                                                       |
| اليابان        | 24 أغسطس1978               | انظر: العلاقات اليابانية الجيبوية. أقامت البلدان علاقات دبلوماسية فيما بينهما في 24 أغسطس عام 1978م. - جيبوتي لديها سفارة في طوكيو. - اليابان لديها سفارة في مدينة جيبوتي. - قوات الدفاع الذاتي البحرية اليابانية تحتفظ بقاعدة عسكرية خارجية في جيبوتي، وذلك منذ عام 2011م. وتتمثل مهمة القوات اليابانية في جيبوتي في مرافقة السفن ومكافحة القرصنة في كل من: خليج عدن، والبحر الأحمر. |
| الكويت         | 31 أكتوبر 1982             | أقامت البلدان علاقات دبلوماسية فيما بينهما في 31 أكتوبر عام 1982م - جيبوتي لديها سفارة في مدينة الكويت. - الكويت لديها قنصلية في مدينة جيبوتي. |
| الفلبين        | 26 فبراير 1998             | أقامت البلدان علاقات دبلوماسية في 26 فبراير عام 1998م - جيبوتي معتمدة من قبل الفلبين من خلال سفارتها في طوكيو. |
| قطر            |                            | - جيبوتي لديها سفارة في الدوحة. - قطر لديها سفارة في مدينة جيبوتي. |
| السعودية       | 7 ديسمبر1977               | أقامت البلدان علاقات دبلوماسية فيما بينهما في 7 ديسمبر عام 1977م - جيبوتي لديها سفارة في مدينة الرياض. - المملكة العربية السعودية لديها سفارة في مدينة جيبوتي. |
| سنغافورة       | 15 سبتمبر1983              | - أقامت البلدان علاقات دبلوماسية فيما بينهما في 15 سبتمبر عام 1983م. جيبوتي معتمدة من قبل سنغافورة من خلال سفارتها في طوكيو- اليابان. |
| كوريا الجنوبية | 7 ديسمبر1977               | أقامت البلدان علاقات دبلوماسية فيما بينهما في 7 ديسمبر عام 1977م - بلغ حجم التجارة الثنائية بين البلدين في عام 2011 ما قيمته 47,390,000 دولار أمريكي في الصادرات، و9,000 دولار أمريكي في الواردات. |
| تركيا          | 25 يونيو1979               | انظر: العلاقات التركية الجيبوتية. - جيبوتي لديها سفارة في أنقرة. - تركيا لديها سفارة في مدينة جيبوتي. - بلغ حجم التجارة بين البلدين حوالي 252 مليون دولار أمريكي في عام 2019م. |
| أوزبكستان      |                            | - على الرغم من اعتراف جيبوتي باستقلال أوزبكستان في 6 يناير 1992م. إلا أنه، ليست ثمة علاقات دبلوماسية بين البلدين. |
| فيتنام         | 30 أبريل 1991              | - أقامت البلدان علاقات دبلوماسية فيما بينهما في 30 أبريل 1991م. - كلا البلدين من أصحاب العضوية الكاملة في المنظمة الدولية للناطقين بالفرنسية. |
| اليمن          | 13 مارس 1980               | انظر: العلاقات اليمنية الجيبوتية. أقامت البلدان علاقات دبلوماسية فيما بينهما في 13 مارس عام 1980م. العلاقات بين اليمن وجيبوتي جيدة, والتعاون بينهما قائم على عدة مستويات، كما أن هناك اقتراح ببناء جسر بين البلدين. - جيبوتي لديها سفارة في صنعاء. - اليمن لديها سفارة في مدينة جيبوي.                                                                                                |

### أوروبا
| الدولة          | بداية العلاقات الدبلوماسية | ملاحظات |
| --------------- | -------------------------- | --- |
| الدنمارك        |                            | - الدنمارك معتمدة لدى جيبوتي من خلال سفارتها في أديس أبابا- إثيوبيا. - جيبوتي معتمدة لدى الدنمارك من خلال سفارتها في بروكسل- بلجيكا. |
| فنلندا          | 14 مارس 2007               | أقامت البلدان علاقات دبلوماسية فيما بينهما في 14 مارس عام 2007م - فنلندا معتمدة لدى جيبوتي من خلال سفارتها في أديس أبابا- إثيوبيا. - جيبوتي معتمدة لدى فنلندا من خلال سفارتها في موسكو- روسيا. |
| فرنسا           | 6 يوليو 1977               | انظر: العلاقات الجيبوتية الفرنسية. أقامت البلدان علاقات دبلوماسية في 6 يوليو عام 1977م. - جيبوتي لديها سفارة في باريس. - فرنسا لديها سفارة في مدينة جيبوتي. - تم توقيع معاهدة التعاون في مجال الدفاع بين فرنسا وجيبوتي في 2011م، ودخلت حيز التنفيذ في عام 2014م، وتؤكد فرنسا من خلال هذه المعاهدة حرصها على استقلال جمهورية جيبوتي وسلامة أراضيها. |
| ألمانيا         | 23 يناير 1978              | انظر: العلاقات الألمانية الجيبوتية. أقامت البلدان علاقات دبلوماسية في 23 يناير عام 1978م - جيبوتي لديها سفارة في برلين. - ألمانيا لديها سفارة في مدينة جيبوتي. |
| اليونان         | 1981                       | - اليونان لديها قنصلية شرفية في مدينة جيبوتي. - العلاقات اليونانية الجيبوتية ودية بشكل خاص. ولليونان اسهامات كبيرة في جيبوتي. |
| أيسلندا         | 19 يوليو 2005              | أقامت البلدان علاقات دبلوماسية فيما بينهما في 9 يوليو عام 2005م - أيسلندا معتمدة لدى جيبوتي من خلال سفارتها في كامبالا- أوغندا. |
| جمهورية أيرلندا | 6 يوليو 2001               | أقامت البلدان علاقات دبلوماسية في 6 يوليو عام 2001م - أيرلندا معتمدة لدي جيبوتي من خلال سفارتها في أديس أبابا- إثيوبيا. |
| كوسوفو          | 22 مارس 2013               | - اعترفت جيبوتي باستقلال جمهورية كوسوفو بشكل رسمي، في 8 مايو 2010م. وفي 22 مارس 2عام 013،م أقامت جيبوتي وكوسوفو علاقات دبلوماسية ،وتعهدتا بتعزيز التعاون الثنائي مفيما بينهما |
| رومانيا         | 18 مايو 1978               | - أقامت البلدان علاقات دبلوماسية فيما بينهما في 18 مايو عام 1978م. - كلا الدولتين من أصحاب العضوية الكاملة في المنظمة الدولية للناطقين بالفرنسية. |
| روسيا           | 3 أبريل 1978               | أقامت البلدان علاقات دبلوماسية في 3 أبريل عام 1978م - جيبوتي لديها سفارة في موسكو. - روسيا لديها سفارة في مدينة جيبوتي. |
| صربيا           | 11 يوليو 1978              | أقامت البلدان علاقات دبلوماسية فيما بينهما في 11 يوليو عام 1978م - صربيا لديها قنصلية شرفية في مدينة جيبوتي. |
| إسبانيا         | 25 يونيو 1979              | انظر: العلاقات الإسبانية الجيبوتية. جيبوتي معتمدة من قبل إسبانيا من خلال سفارتها في باريس- فرنسا. - إسبانيا معتمدة لدى جيبوتي من خلال سفارتها في أديس أبابا- إثيوبيا. |
| السويد          | 20 فبراير 1980             | أقامت الدولتان علاقات دبلوماسية في 20 فبراير عام 1980م، عندما قدم أول سفير للسويد في جيبوتي أوراق اعتماده إلى الرئيس الجيبوتي. - جيبوتي معتمدة من قبل السويد من خلال سفارها في بروكسل- بلجيكا. - السويد معتمدة من قبل جيبوتي من خلال سفارتها في أديس أبابا- إثيوبيا.                                                                               |
| سويسرا          | 23 ديسمبر 1982             | أقامت البلدان علاقات دبلوماسية في 23 ديسمبر عام 1982م - جيبوتي لديها سفارة في جنيف. - سويسرا لديها قنصلية شرفية في مدينة جيبوتي. |
| المملكة المتحدة | 25 يناير 1978              | - أقامت البلدان علاقات دبلوماسية فيما بينهما في 25 يناير 1978م، عندما قدم أول سفير للمملكة المتحدة أوراق اعتماده للرئيس الجيبوتي |

### أوقيانوسيا
| دولة      | بداية العلاقات الرسمية | ملحوظات                                                         |
| --------- | ---------------------- | --------------------------------------------------------------- |
| أستراليا  |                        | - جيبوتي معتمدة لدى أستراليا من خلال سفارتها في طوكيو، اليابان. |
| نيوزيلندا |                        | - جيبوتي معمدة لدى نيوزيلندا من خلال سفارتها في طوكيو، اليابان. |

## المنظمات الدولية
جيبوتي عضو في كل من: الاتحاد الأفريقي، وجامعة الدول العربية، والمنظمة الدولية للناطقين بالفرنسية، ورابطة إدارة الموانئ في شرق وجنوب أفريقيا، والأمم المتحدة.
في عام 1996، أنشأت الهيئة الحكومية الدولية المعنية بالتنمية (إيغاد)، وهي منظمة تنموية تضم سبع دول في شرق أفريقيا، مقرها الرئيسي في مدينة جيبوتي. تتمثل مهمة الهيئة الحكومية الدولية المعنية بالتنمية، في التعاون الإقليمي والتكامل الاقتصادي.
بعد الهجمات الإرهابية التي وقعت في 11 سبتمبر 2001م، انضمت جيبوتي إلى الحرب العالمية على الإرهاب، وبات شريكً استراتيجيًا للولايات المتحدة الأمريكية في هذا الإطار. وهي الآن موطن لمجمع معسكر ليمونيه العسكري. جيبوتي أيضًا عضو في المحكمة الجنائية الدولية.